# Verwaltungsgebäude Leuchtturmweg 5

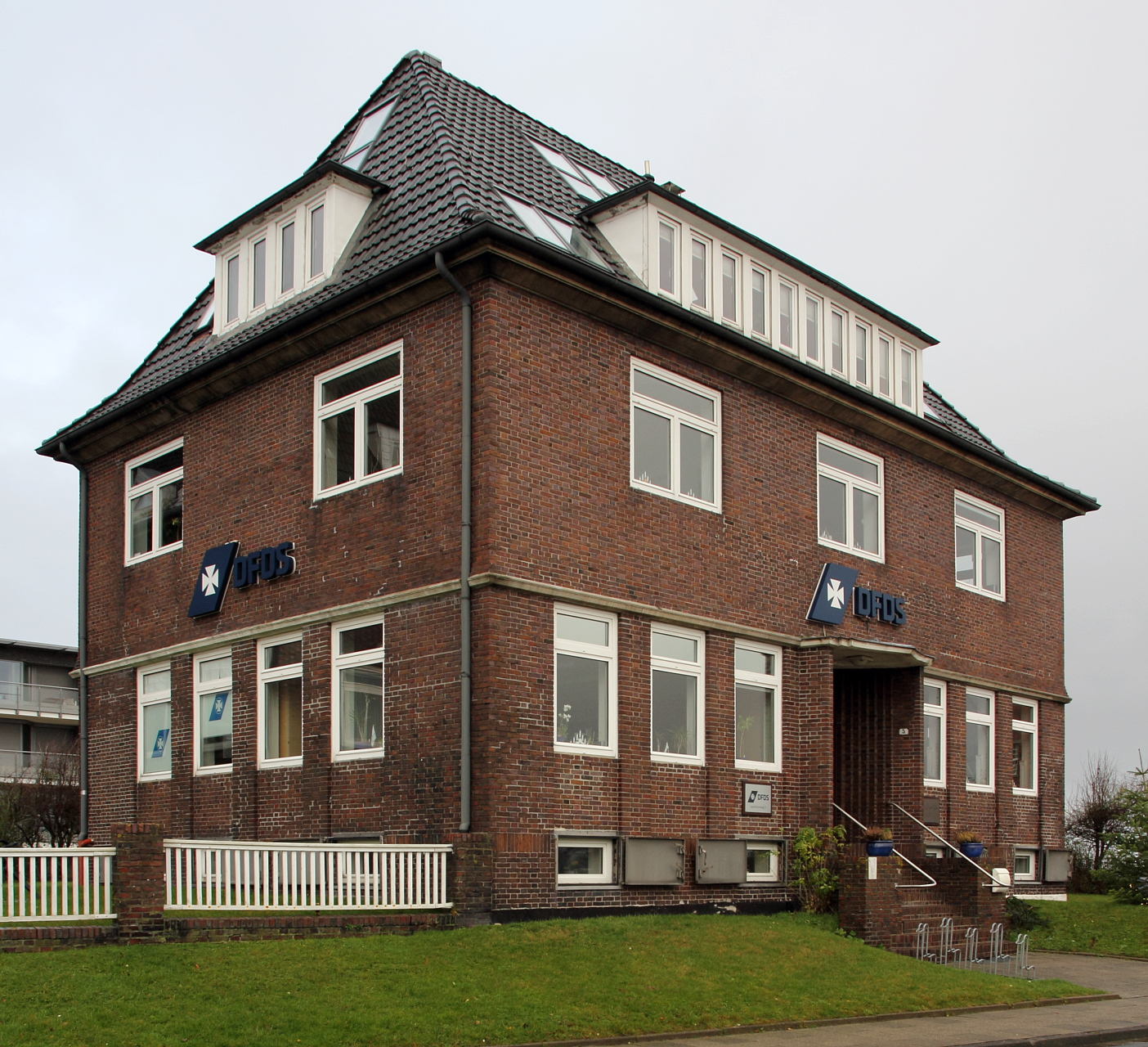
Süd- und Ostfassade (2019)

Das Verwaltungsgebäude Leuchtturmweg 5 (Lotsenhaus) in der niedersächsischen Kreisstadt Cuxhaven im Landkreis Cuxhaven wurde 1924 errichtet. Aktuell (2024) wird es durch den Frachtschifffahrt- und Logistikdienstleister DFDS genutzt.
Das Gebäude steht unter Denkmalschutz (siehe auch Liste der Baudenkmale in Cuxhaven).

## Geschichte und Beschreibung
Der Leuchtturmweg von 1877 erhielt seinen Namen 1928.
Das zweigeschossige traufständige verklinkerte Gebäude nördlich des Hafens, mit ziegelgedecktem Walmdach, wurde 1924 nach Plänen des Hamburger Architekten Otto Hoyer als Lotsengebäude gebaut. Die symmetrische Fassade mit mittigem Eingang und davor Freitreppe wurde durch ein geschossteilendes Gesims gestaltet und gegliedert. An der Rückseite ist ein turmähnlicher dreigeschossiger Erker als Treppenhaus, der oben mit einer Aussichtsplattform abschließt.
Das Landesdenkmalamt befand u. a.: „… Schlichte Fassadengestaltung mit symmetrischem Aufbau … in zeit- und regionaltypischen Formen … .“
Daneben steht das Verwaltungsgebäude Leuchtturmweg 3 (früher Bugsierhaus), das vom gleichen Architekt entworfen wurde.